# 通用電氣F110
通用電氣F110為一款由GE航空制造的带有後燃器的大推力涡扇引擎。F110引擎採用與通用電氣F101相同的核心部件。F118渦輪扇發動機为一款無加力燃燒室的衍生產品。該引擎也授權土耳其圖薩斯發動機工業、日本IHI和韓國韓華航太製造。

## 設計與研發

### F-14
當F-14A於1973年初服役時，上面搭載的是普惠TF30發動機。由於普惠TF30發動機故障頻頻（F-15和F-16搭載的普惠F100發動機也出現了類似的問題），美國國防部於1970年代末啟動了改良工作，開始採購TF30的升級版TF30-P-414A。這些升級版發動機雖然解決了故障頻發的毛病，但是油耗和推力比起原版仍並沒有顯著提高，無法發揮F-14機體的潛力。
1979年，為了解決這個問題通用F101發動機的一個改型F101-X(後來改稱F110-GE-400)被選中成爲了F-14的新發動機。F110-GE-400是F110-GE-100的加長版。爲了適應F-14的機體，F110-GE-400上的排氣管在F110-GE-100基礎上被延長了1.3米。F110-GE-400發動機在海平面高度開啓後燃器，推力可達23,400 lbf（104 kN）；速度達到0.9馬赫時，推力可提升至30,200 lbf（134 kN）。 這個推力水準比起最大推力爲20,900 lbf (93 kN)的TF30來說是個顯著的提升。 搭載了F110-GE-400的F-14被命名爲F-14B。F-14D也使用了同樣的引擎。

## F-16
F-16C/D：
- 批次 30/40：奇異 F110-GE-100渦輪扇發動機，軍用推力17,155 lbf（76.31 kN），最大推力28,984 lbf（128.93 kN）
- 批次 50：奇異 F110-GE-129渦輪扇發動機，軍用推力17,155 lbf（76.31 kN），最大推力29,588 lbf（131.61 kN）
- 批次 70：奇異 F110-GE-129渦輪扇發動機，軍用推力17,155 lbf（76.31 kN），最大推力29,588 lbf（131.61 kN）

F-16E/F：
- 批次 60：奇異 F110-GE-132渦輪扇發動機，軍用推力19,000 lbf（85 kN），最大推力32,500 lbf（145 kN）

F-16XL：
- 奇異 F110-GE-100渦輪扇發動機，軍用推力17,155 lbf（76.31 kN），最大推力28,984 lbf（128.93 kN）

## F-2
F-2A/B：
- 奇異/石川島播磨重工業 F110-IHI-129渦輪扇發動機，軍用推力17,000 lbf（76 kN），最大推力29,500 lbf（131 kN）

## F-15
2002年以F-15E為基礎，售予南韓的F-15K，是第一個使用F110-GE-132（General Electronic，奇異）引擎的F-15，在這之前的F-15都是使用普惠（P&W，即Pratt and Whitey）的引擎。
2009年波音為新加坡特製的F-15SG服役，此型號以F-15K為基礎設計，也使用F110-GE-132發動機。

## 應用機型
- F-14B,F-14D戰鬥機
- F-15S,F-15K,F-15SG,F-15SA戰鬥轟炸機
- F-16C/D,F-16E/F戰鬥機
- F-16XL戰鬥機
- F-2戰鬥機
- B-1R轟炸機
- TFX戰鬥機

#### 相似引擎
- WS-10
- F100
- AL-31